# باين آند كومباني
باين آند كومباني هي شركة استشارات إدارية أمريكية يقع مقرها الرئيسي في بوسطن، ماساتشوستس الولايات المتحدة . تقدم الشركة المشورة للمنظمات العامة والخاصة وغير الربحية. تأسست شركة باين آند كومباني، إحدى شركات الاستشارات الإدارية الثلاث الكبرى ، في عام 1973 على يد نائب رئيس مجموعة بوسطن الاستشارية السابق بيل باين وزملائه، بما في ذلك باتريك إف جراهام.  وفي أواخر حقبة السبعينات وأوائل حقبة الثمانينات، نمت الشركة بسرعة. قام بيل باين لاحقًا بفصل أعمال الاستثمار البديل في باين كابيتال في عام 1984 وعين ميت رومني كأول مدير تنفيذي لها.   واجهت الشركة العديد من النكسات والمتاعب المالية من عام 1987 إلى أوائل حقبة التسعينيات. يعود الفضل إلى رومني وأوريت غاديش في إعادة الشركة إلى الربحية والنمو في أدوارهما المتسلسلة كرئيس تنفيذي للشركة ورئيس مجلس الإدارة لهما على التوالي. 